# Женская Лига чемпионов ЕКВ 2019/2020
20-й розыгрыш женской Лиги чемпионов ЕКВ (60-й с учётом Кубка европейских чемпионов) проходил с 8 октября 2019 года с участием 25 клубных команд из 17 стран-членов Европейской конфедерации волейбола. 
Из-за пандемии коронавируса COVID-19 соревнования не были завершены.

## Система квалификации
Розыгрыш Лиги 2019/2020 годов состоит из квалификационного раунда и основного турнира (групповой этап и плей-офф). Заявить по одной команде в квалификационный раунд получили возможность все страны-члены Европейской конфедерации волейбола, не имеющие прямой путёвки в основную стадию. В квалификации разыгрывались 2 путёвки в групповой этап. 18 команд получили места в групповом этапе минуя квалификацию. Эти 18 мест распределены по рейтингу ЕКВ на 2020 год, учитывающему результаты выступлений клубных команд стран-членов ЕКВ в Лиге чемпионов на протяжении трёх сезонов (2016/2017—2018/2019). Согласно ему прямое представительство в Лиге получили клубы из 10 стран: Турция, Италия, Россия (все по 3 команды), Польша, Франция (обе по 2 команды), Румыния, Германия, Словения, Белоруссия, Болгария (все по 1 команде). После отказа от участия представителя Белоруссии вакантное место было передано Финляндии.
Возможностью заявить по одной команде в квалификационный раунд воспользовались 7 стран: Албания, Босния и Герцеговина, Венгрия, Украина, Хорватия, Черногория, Чехия.

## Команды-участницы

### Основной турнир
| Страна    | Команда                                |                                    |
| --------- | -------------------------------------- | ---------------------------------- |
| Турция    | «Вакыфбанк» (Стамбул)                  | Чемпион Турции 2019                |
| Турция    | «Эджзаджибаши» (Стамбул)               | 2-й призёр чемпионата Турции 2019  |
| Турция    | «Фенербахче» (Стамбул)                 | 3-й призёр чемпионата Турции 2019  |
| Италия    | «Имоко Воллей» (Конельяно)             | Чемпион Италии 2019                |
| Италия    | «Игор Горгондзола» (Новара)            | 2-й призёр чемпионата Италии 2019  |
| Италия    | «Савино Дель Бене» (Скандиччи)         | 3-й призёр чемпионата Италии 2019  |
| Россия    | «Динамо» (Москва)                      | Чемпион России 2019                |
| Россия    | «Локомотив» (Калининград)              | 2-й призёр чемпионата России 2019  |
| Россия    | «Уралочка-НТМК» (Свердловская область) | 3-й призёр чемпионата России 2019  |
| Польша    | ЛКС (Лодзь)                            | Чемпион Польши 2019                |
| Польша    | «Будовляни» (Лодзь)                    | 2-й призёр чемпионата Польши 2019  |
| Франция   | «Расинг Клуб де Канн» (Канны)          | Чемпион Франции 2019               |
| Франция   | «Нант» (Нант)                          | 2-й призёр чемпионата Франции 2019 |
| Румыния   | «Альба-Блаж» (Блаж)                    | Чемпион Румынии 2019               |
| Германия  | «Альянц-МТВ» (Штутгарт)                | Чемпион Германии 2019              |
| Словения  | «Нова-КБМ-Браник» (Марибор)            | Чемпион Словении 2019              |
| Болгария  | «Марица» (Пловдив)                     | Чемпион Болгарии 2019              |
| Финляндия | «Виести» (Сало)                        | Чемпион Финляндии 2019             |
| Венгрия   | «Вашаш-Обуда» (Будапешт)               | по итогам квалификации             |
| Украина   | «Химик» (Южное)                        | по итогам квалификации             |

### Квалификация
| Страна               | Команда                  |                                   |
| -------------------- | ------------------------ | --------------------------------- |
| Чехия                | «Оломоуц» (Оломоуц)      | Чемпион Чехии 2019                |
| Венгрия              | «Вашаш-Обуда» (Будапешт) | Чемпион Венгрии 2019              |
| Босния и Герцеговина | «Бимал-Единство» (Брчко) | Чемпион Боснии и Герцеговины 2019 |
| Украина              | «Химик» (Южное)          | Чемпион Украины 2019              |
| Черногория           | «Лука Бар» (Бар)         | Чемпион Черногории 2019           |
| Албания              | «Партизани» (Тирана)     | Чемпион Албании 2019              |
| Хорватия             | «Младост» (Загреб)       | Чемпион Хорватии 2019             |

## Система проведения розыгрыша
С квалификационного раунда в розыгрыше участвовали 7 команд. Во всех стадиях квалификации (всего две) применяется система плей-офф, то есть команды делятся на пары и проводят между собой по два матча с разъездами. Победителем пары выходит команда, одержавшая две победы. В случае равенства побед победителем становится команда, набравшая в рамках двухматчевой серии большее количество очков (за победу 3:0 и 3:1 даётся 3 очка, за победу 3:2 — 2 очка, за поражение 2:3 — 1, за поражение 1:3 и 0:3 очки не начисляются). Если обе команды при этом набрали одинаковое количество очков, то назначается дополнительный («золотой») сет, победивший в котором выходит в следующий раунд соревнований. Команды, победившие в матчах 2-го раунда квалификации вышли в основной турнир Лиги. Команды не прошедшие квалификацию получили возможность стартовать в розыгрыше Кубка ЕКВ.
Основной турнир состоит из предварительного этапа и плей-офф. На предварительном этапе 20 команд-участниц разбиты на 5 групп. В группах команды играют с разъездами в два круга. Приоритетом при распределении мест в группах является общее количество побед, затем число набранных очков, соотношение выигранных и проигранных партий, соотношение мячей, результаты личных встреч. За победы со счётом 3:0 и 3:1 команды получают по 3 очка, за победы 3:2 — по 2 очка, за поражения 2:3 — по 1 очку, за поражения 0:3 и 1:3 очки не начисляются. В четвертьфинал плей-офф выходят победители групп и три команды из пяти, имеющие лучшие показатели среди занявших вторые места. 
8 команд-участниц четвертьфинала плей-офф делятся на пары и проводят между собой по два матча с разъездами. Победителем пары выходит команда, одержавшая две победы. В случае равенства побед победителем становится команда, набравшая в рамках двухматчевой серии большее количество очков, система начисления которых аналогична применяемой на предварительном этапе и в квалификации. Если обе команды при этом набрали одинаковое количество очков, то назначается дополнительный («золотой») сет, победивший в котором выходит в полуфинал. Система полуфинала плей-офф аналогично четвертьфиналу. Победители полуфинальных пар выходят в финал.
Финал состоит из одного матча, который будет проведён на нейтральной поле. 
Жеребьёвка предварительного этапа основного турнира прошла в Софии 25 октября 2019 года . По её результатам были сформированы 5 групп предварительного этапа основного турнира (в таблицах приведён состав групп с учётом результатов квалификации).
| Группа A                                                                    | Группа B                                                                                           | Группа С                                                                |
| --------------------------------------------------------------------------- | -------------------------------------------------------------------------------------------------- | ----------------------------------------------------------------------- |
| «Эджзаджибаши» Стамбул «Фенербахче» Стамбул «Будовляни» Лодзь «Виести» Сало | «Вакыфбанк» Стамбул «Савино Дель Бене» Скандиччи «Локомотив» Калининград «Нова-КБМ-Браник» Марибор | «Игор Горгондзола» Новара ЛКС Лодзь «Альянц-МТВ» Штутгарт «Химик» Южное |

| Группа D                                                                      | Группа E                                                                                       |
| ----------------------------------------------------------------------------- | ---------------------------------------------------------------------------------------------- |
| «Имоко Воллей» Конельяно «Нант» Нант «Альба-Блаж» Блаж «Вашаш-Обуда» Будапешт | «Динамо» Москва «Уралочка-НТМК» Свердловская обл. «Расинг Клуб де Канн» Канны «Марица» Пловдив |

## Квалификация

### 1-й раунд
8-9/ 15-16.10.2019
 «Лука Бар» (Бар) —  «Вашаш-Обуда» (Будапешт)
8 октября. 0:3 (12:25, 17:25, 7:25).
15 октября. 0:3 (10:25, 19:25, 16:25).
 «Младост» (Загреб) —  «Химик» (Южное)
9 октября. 3:0 (25:17, 25:17, 27:25).
15 октября. 0:3 (23:25, 23:25, 21:25). «Золотой» сет — 8:15.
 «Партизани» (Тирана) —  «Бимал-Единство» (Брчко) 
9 октября. 3:1 (15:25, 25:22, 25:20, 25:20).
16 октября. 3:2 (25:21, 19:25, 25:18, 21:25, 15:13).

### 2-й раунд
22-23/ 29-31.10.2019
 «Оломоуц» (Оломоуц) —  «Химик» (Южное)
22 октября. 2:3 (25:22, 12:25, 25:23, 20:25, 13:15).
29 октября. 3:2 (18:25, 23:25, 25:19, 26:24, 15:13). «Золотой» сет — 13:15.
 «Вашаш-Обуда» (Будапешт) —  «Партизани» (Тирана) 
23 октября. 3:0 (25:19, 25:20, 25:16).
31 октября. 3:0 (25:19, 25:17, 25:16).

### Итоги
2 победителя 2-го раунда квалификации («Вашаш-Обуда» и «Химик») вышли в основной турнир Лиги чемпионов. Все остальные команды, участвовавшие в квалификации, включены в розыгрыш Кубка ЕКВ.

## Предварительный этап
19 ноября 2019 — 18 февраля 2020

### Группа А
| М | Команда                | 1       | 2   | 3       | 4       | И | В | П | С/П  | О  |
| - | ---------------------- | ------- | --- | ------- | ------- | - | - | - | ---- | -- |
| 1 | «Эджзаджибаши» Стамбул |         | 3:2 | 3:0 3:2 | 3:0     | 6 | 6 | 0 | 18:6 | 15 |
| 2 | «Фенербахче» Стамбул   | 2:3     |     | 3:0     | 3:0     | 6 | 4 | 2 | 16:6 | 14 |
| 3 | «Будовляни» Лодзь      | 0:3 2:3 | 0:3 |         | 3:1 3:0 | 6 | 2 | 4 | 8:13 | 7  |
| 4 | «Виести» Сало          | 0:3     | 0:3 | 1:3 0:3 |         | 6 | 0 | 6 | 1:18 | 0  |

19.11: Эджзаджибаши — Фенербахче 3:2 (25:23, 25:18, 23:25, 22:25, 15:10).
20.11: Будовляни — Виести 3:1 (25:16, 25:12, 18:25, 25:22).
26.11: Виести — Эджзаджибаши 0:3 (22:25, 10:25, 14:25).
28.11: Фенербахче — Будовляни 3:0 (25:20, 25:12, 25:13).
18.12: Будовляни — Эджзаджибаши 0:3 (17:25, 16:25, 22:25).
18.12: Виести — Фенербахче 0:3 (10:25, 16:25, 14:25).
22.01: Эджзаджибаши — Виести 3:0 (25:16, 25:13, 25:13).
22.01: Будовляни — Фенербахче 0:3 (20:25, 21:25, 22:25).
5.02: Виести — Будовляни 0:3 (31:33, 21:25, 19:25).
6.02: Фенербахче — Эджзаджибаши 2:3 (22:25, 25:16, 24:26, 25:20, 10:15).
18.02: Эджзаджибаши — Будовляни 3:2 (17:25, 25:27, 25:19, 25:21, 15:7).
18.02: Фенербахче — Виести 3:0 (25:17, 25:12, 25:14).

### Группа B
| М | Команда                      | 1       | 2       | 3       | 4       | И | В | П | С/П   | О  |
| - | ---------------------------- | ------- | ------- | ------- | ------- | - | - | - | ----- | -- |
| 1 | «Вакыфбанк» Стамбул          |         | 2:3 3:0 | 3:2 3:0 | 3:0     | 6 | 5 | 1 | 17:5  | 15 |
| 2 | «Савино Дель Бене» Скандиччи | 3:2 0:3 |         | 3:1 3:2 | 3:0 3:1 | 6 | 5 | 1 | 15:9  | 13 |
| 3 | «Локомотив» Калининград      | 2:3 0:3 | 1:3 2:3 |         | 3:0     | 6 | 2 | 4 | 11:12 | 8  |
| 4 | «Нова-КБМ-Браник» Марибор    | 0:3     | 0:3 1:3 | 0:3     |         | 6 | 0 | 6 | 1:18  | 0  |

20.11: Вакыфбанк — Савино Дель Бене 2:3 (21:25, 25:19, 25:13, 15:25, 11:15).
20.11: Локомотив — Нова-КБМ-Браник 3:0 (25:18, 25:14, 25:11).
27.11: Нова-КБМ-Браник — Вакыфбанк 0:3 (13:25, 17:25, 14:25).
27.11: Савино Дель Бене — Локомотив 3:1 (26:24, 23:25, 26:24, 25:21).
17.12: Локомотив — Вакыфбанк 2:3 (34:32, 25:21, 19:25, 24:26, 10:15).
18.12: Савино Дель Бене — Нова-КБМ-Браник 3:0 (25:16, 25:22, 25:16).
22.01: Локомотив — Савино Дель Бене 2:3 (17:25, 25:23, 21:25, 25:16, 12:15).
23.01: Вакыфбанк — Нова-КБМ-Браник 3:0 (25:15, 25:11, 25:10).
4.02: Нова-КБМ-Браник — Локомотив 0:3 (17:25, 21:25, 18:25).
5.02: Савино Дель Бене — Вакыфбанк 0:3 (26:28, 19:25, 21:25).
18.02: Вакыфбанк — Локомотив 3:0 (25:22, 25:11, 25:18).
18.02: Нова-КБМ-Браник — Савино Дель Бене 1:3 (25:23, 20:25, 20:25, 14:25).

### Группа C
| М | Команда                   | 1       | 2       | 3       | 4       | И | В | П | С/П   | О  |
| - | ------------------------- | ------- | ------- | ------- | ------- | - | - | - | ----- | -- |
| 1 | «Игор Горгондзола» Новара |         | 1:3 3:0 | 3:2 3:0 | 3:0     | 6 | 5 | 1 | 16:5  | 14 |
| 2 | «Альянц-МТВ» Штутгарт     | 3:1 0:3 |         | 2:3 3:1 | 3:1 3:0 | 6 | 4 | 2 | 14:9  | 13 |
| 3 | ЛКС Лодзь                 | 2:3 0:3 | 3:2 1:3 |         | 3:2 3:1 | 6 | 3 | 3 | 12:14 | 8  |
| 4 | «Химик» Южное             | 0:3     | 1:3 0:3 | 2:3 1:3 |         | 6 | 0 | 6 | 4:18  | 1  |

19.11: ЛКС — Альянц-МТВ 3:2 (16:25, 25:22, 25:19, 16:25, 15:10).
20.11: Игор Горгондзола — Химик 3:0 (25:17, 25:10, 25:7).
26.11: Химик — ЛКС 2:3 (25:23, 25:17, 20:25, 18:25, 8:15).
27.11: Альянц-МТВ — Игор Горгондзола 3:1 (11:25, 25:20, 25:18, 25:23).
17.12: ЛКС — Игор Горгондзола 2:3 (25:22, 15:25, 9:25, 25:19, 10:15).
17.12: Химик — Альянц-МТВ 1:3 (22:25, 16:25, 25:22, 26:28).
23.01: Игор Горгондзола — Альянц-МТВ 3:0 (25:11, 25:22, 25:19).
23.01: ЛКС — Химик 3:1 (25:15, 25:19, 23:25, 25:22).
4.02: Химик — Игор Горгондзола 0:3 (14:25, 14:25, 12:25).
5.02: Альянц-МТВ — ЛКС 3:1 (17:25, 28:26, 25:16, 25:18).
18.02: Игор Горгондзола — ЛКС 3:0 (25:21, 25:20, 26:24).
18.02: Альянц-МТВ — Химик 3:0 (25:21, 25:19, 25:17).

### Группа D
| М | Команда                  | 1       | 2       | 3       | 4       | И | В | П | С/П   | О  |
| - | ------------------------ | ------- | ------- | ------- | ------- | - | - | - | ----- | -- |
| 1 | «Имоко Воллей» Конельяно |         | 3:0     | 3:0     | 3:2 3:0 | 6 | 6 | 0 | 18:2  | 17 |
| 2 | «Нант» .                 | 0:3     |         | 3:1 1:3 | 3:0 3:1 | 6 | 3 | 3 | 10:11 | 9  |
| 3 | «Альба-Блаж» Блаж        | 0:3     | 1:3 3:1 |         | 3:1 3:0 | 6 | 3 | 3 | 10:11 | 9  |
| 4 | «Вашаш-Обуда» Будапешт   | 2:3 0:3 | 0:3 1:3 | 1:3 0:3 |         | 6 | 0 | 6 | 4:18  | 1  |

19.11: Имоко Воллей — Вашаш-Обуда 3:2 (21:25, 25:20, 25:10, 23:25, 15:4).
19.11: Нант — Альба-Блаж 3:1 (25:19, 20:25, 25:12, 25:16).
26.11: Вашаш-Обуда — Нант 0:3 (23:25, 22:25, 11:25).
27.11: Альба-Блаж — Имоко Воллей 0:3 (22:25, 14:25, 22:25).
17.12: Нант — Имоко Воллей 0:3 (22:25, 18:25, 22:25).
19.12: Вашаш-Обуда — Альба-Блаж 1:3 (20:25, 16:25, 25:13, 18:25).
21.01: Нант — Вашаш-Обуда 3:1 (25:23, 15:25, 25:22, 25:18).
22.01: Имоко Воллей — Альба-Блаж 3:0 (25:16, 25:16, 25:17).
5.02: Альба-Блаж — Нант 3:1 (27:29, 25:13, 27:25, 25:21).
6.02: Вашаш-Обуда — Имоко Воллей 0:3 (12:25, 19:25, 13:25).
18.02: Имоко Воллей — Нант 3:0 (25:23, 25:19, 25:17).
18.02: Альба-Блаж — Вашаш-Обуда 3:0 (25:23, 25:16, 25:21).

### Группа E
| М | Команда                           | 1       | 2       | 3       | 4       | И | В | П | С/П   | О  |
| - | --------------------------------- | ------- | ------- | ------- | ------- | - | - | - | ----- | -- |
| 1 | «Динамо» Москва                   |         | 0:3 3:0 | 3:1 1:3 | 3:1 3:0 | 6 | 4 | 2 | 13:8  | 12 |
| 2 | «Расинг Клуб де Канн» Канны       | 3:0 0:3 |         | 3:1 1:3 | 3:2 2:3 | 6 | 3 | 3 | 12:12 | 9  |
| 3 | «Марица» Пловдив                  | 1:3 3:1 | 1:3 3:1 |         | 2:3 3:2 | 6 | 3 | 3 | 13:13 | 9  |
| 4 | «Уралочка-НТМК» Свердловская обл. | 1:3 0:3 | 2:3 3:2 | 3:2 2:3 |         | 6 | 2 | 4 | 11:16 | 6  |

19.11: РК де Канн — Марица 3:1 (26:24, 18:25, 25:7, 25:19).
21.11: Динамо — Уралочка-НТМК 3:1 (25:18, 22:25, 25:17, 25:20).
27.11: Марица — Динамо 1:3 (18:25, 25:22, 17:25, 17:25).
27.11: Уралочка-НТМК — РК де Канн 2:3 (28:26, 14:25, 25:23, 16:25, 12:15).
17.12: РК де Канн — Динамо 3:0 (25:22, 28:26, 25:22).
19.12: Уралочка-НТМК — Марица 3:2 (25:17, 18:25, 18:25, 25:22, 15:13).
21.01: РК де Канн — Уралочка-НТМК 2:3 (26:24, 22:25, 21:25, 25:21, 13:15).
23.01: Динамо — Марица 1:3 (23:25, 25:18, 23:25, 17:25).
5.02: Марица — РК де Канн 3:1 (17:25, 25:18, 25:12, 25:21).
6.02: Уралочка-НТМК — Динамо 0:3 (20:25, 16:25, 23:25).
18.02: Динамо — РК де Канн 3:0 (25:22, 25:20, 25:22).
18.02: Марица — Уралочка-НТМК 3:2 (25:19, 21:25, 25:17, 22:25, 20:18).

### Итоги
По итогам предварительного этапа в четвертьфинал плей-офф вышли победители групп («Эджзаджибаши», «Вакыфбанк», «Игор Горгондзола», «Имоко Воллей», «Динамо» Москва) и три лучшие команды из числа занявших в группах вторые места («Фенербахче», «Савино Дель Бене», «Альянц-МТВ»).

## Четвертьфинал
3—5/ 10—12 марта 2020.
 «Фенербахче» (Стамбул) —  «Игор Горгондзола» (Новара)
матчи перенесены, а затем отменены.
 «Динамо» (Москва) —  «Вакыфбанк» (Стамбул)
3 марта. 0:3 (13:25, 17:25, 17:25).
12 марта. 0:3 (13:25, 18:25, 15:25).
 «Савино Дель Бене» (Скандиччи) —  «Эджзаджибаши» (Стамбул)
матчи перенесены, а затем отменены.
 «Альянц-МТВ» (Штутгарт) —  «Имоко Воллей» (Конельяно)
4 марта. 0:3 (17:25, 16:25, 20:25).
ответный матч перенесён, а затем отменён.

## Решение о завершении соревнований
23 апреля 2020 решением Административного совета ЕКВ оставшаяся часть еврокубкового сезона не будет завершена из-за пандемии коронавируса COVID-19, а все трофеи будут считаться неразыгранными.